# Jurij Polikarpow
Jurij Anatoljewicz Polikarpow, ros. Юрий Анатольевич Поликарпов (ur. 29 kwietnia 1962 w Usolje-Sibirskoje) – rosyjski żużlowiec, specjalizujący się w wyścigach na lodzie.
Dwukrotny medalista indywidualnych mistrzostw świata: srebrny (1996) i brązowy (2002). Trzykrotny medalista drużynowych mistrzostw świata: dwukrotnie złoty (2000, 2001) oraz srebrny (2002). 
Czterokrotny medalista indywidualnych mistrzostw Rosji: dwukrotnie złoty (1999, 2000) oraz dwukrotnie srebrny (1994, 1996). Czterokrotny medalista drużynowych mistrzostw Rosji: dwukrotnie złoty (1999, 2000), srebrny (1995) oraz brązowy (1997). Zdobywca Pucharu Rosji (1998).